# Dipartimento di Niakaramandougou
Il dipartimento di Niakaramandougou è un dipartimento della Costa d'Avorio. È situato nella regione di Hambol, distretto di Vallée du Bandama.
Nel censimento del 2014 è stata rilevata una popolazione di 133.818 abitanti.
Il dipartimento è suddiviso nelle sottoprefetture di Arikokaha, Badikaha, Niakaramandougou, Niédiékaha, Tafiré e Tortiya.